# .gb
.gb је највиши Интернет домен државних кодова (ccTLD) за Уједињено Краљевство. Уведен у исто време као и други британски највиши Интернет домен (.uk), никад није био у широкој употреби, па се због тога више не користи.
Нормално правило код Система имена домена је да се највиши Интернет домен за државу изводи из одговарајућег двословног кода из ISO 3166-1 списка. Према том списку, код за Уједињено Краљевство Велике Британије и Северне Ирске је GB, па је стога изабран .gb као највиши Интернет домен. Међутим, GB је честа скраћеница за Велику Британију, што није исто као и Уједињено Краљевство (Велика Британија не укључује Северну Ирску). У то време, само веома ограничен број држава су биле на Интернету (мање од 6), тако да се Уједињено Краљевство пријавило Џону Постелу из IANA за .uk. Ово је било одобрено и сада се сви домени издају као .uk, а не .gb.
.gb је у ствари коришћен одређени број година. Једини велики сајт који га је користио је био DERA на својој адреси dra.hmg.gb. Сада се више не користи.